# Еш-Форк (Аризона)
Еш-Форк (англ. Ash Fork) — переписна місцевість (CDP) в США, в окрузі Явапай штату Аризона. Населення — 361 особа (2020).

## Географія
Еш-Форк розташований за координатами 35°13′2″ пн. ш. 112°29′29″ зх. д. / 35.21722° пн. ш. 112.49139° зх. д. (35.217188, -112.491303).  За даними Бюро перепису населення США в 2010 році переписна місцевість мала площу 5,98 км², уся площа — суходіл.

## Демографія
Згідно з переписом 2010 року, у переписній місцевості мешкало 396 осіб у 152 домогосподарствах у складі 98 родин. Густота населення становила 66 осіб/км².  Було 218 помешкань (36/км²).
Расовий склад населення:
| - 80,6 % — білих - 1,5 % — корінних американців - 0,8 % — чорних або афроамериканців - 12,1 % — осіб інших рас |

До двох чи більше рас належало 5,1 %. Частка іспаномовних становила 42,2 % від усіх жителів.
За віковим діапазоном населення розподілялося таким чином: 27,3 % — особи молодші 18 років, 53,3 % — особи у віці 18—64 років, 19,4 % — особи у віці 65 років та старші. Медіана віку мешканця становила 43,3 року. На 100 осіб жіночої статі у переписній місцевості припадало 107,3 чоловіків;  на 100 жінок у віці від 18 років та старших — 111,8 чоловіків також старших 18 років.
Середній дохід на одне домашнє господарство  становив 25 955 доларів США (медіана — 25 762), а середній дохід на одну сім'ю — 25 755 доларів (медіана — 19 118). За межею бідності перебувало 74,8 % осіб, у тому числі 87,9 % дітей у віці до 18 років та 26,3 % осіб у віці 65 років та старших.
Цивільне працевлаштоване населення становило 99 осіб. Основні галузі зайнятості: роздрібна торгівля — 26,3 %, будівництво — 21,2 %, освіта, охорона здоров'я та соціальна допомога — 19,2 %.